# Grupa Paryska
Grupa Paryska – utworzona w Paryżu na początku 1939 roku grupa inicjatywna mająca za zadanie odbudowę partii komunistycznej w Polsce. W jej skład weszli niektórzy byli ochotnicy polskich formacji w Hiszpanii z którymi dorywczo współpracowali znajdujący się na emigracji niektórzy członkowie szczebla centralnego zlikwidowanej wcześniej Komunistycznej Partii Polski. 
Wobec groźnego dla przyszłości polskiego ruchu komunistycznego stanu nieistnienia partii, Abram Mendel Kagan zaproponował utworzenie tymczasowego organu kierowniczego i spolszczenie jego kierownictwa. Nowy memoriał w tej sprawie wystosował w grudniu 1938 roku.
W skład utworzonej w Paryżu „Grupy inicjatywnej dla spraw polskich przy Międzynarodówce Komunistycznej” pod przewodnictwem Bogdanowa – „Jeana” weszli: Bolesław Mołojec, dąbrowszczak Michał Rossner ps. „Herman” oraz działacz polskiej sekcji Francuskiej Partii Komunistycznej Jan Sobecki ps. „Franc”. W swej polityce Grupa Paryska odeszła od taktyki tworzenia frontu ludowego, przyjętej na VII Kongresie Kominternu.
W okresie do września 1939 roku wydała ona kilka numerów „Biuletynu Informacyjnego” w których pozytywnie oceniała rewolucyjne tradycje polskiej klasy robotniczej, uznając zarazem słuszność decyzji Międzynarodówki Komunistycznej o rozwiązaniu KPP. 
W maju 1939 roku Komitet Wykonawczy Międzynarodówki Komunistycznej podjął uchwałę zalecającą przyspieszenie prac przygotowawczych do odbudowy partii komunistycznej w Polsce. Po pakcie Ribbentrop-Mołotow i zwrocie w polityce ZSRR i Kominternu jej działalność stała się bezprzedmiotowa.